# Progress M-UM
Progress M-UM (in russo Прогресс М-УМ?) è stata una missione spaziale russa nella quale è stata usata una navicella spaziale Progress M appositamente modificata per consegnare il modulo Prichal al Segmento orbitale russo della Stazione spaziale internazionale (ISS). La navicella Progress M svolgeva il ruolo di compartimento di propulsione a cui è stato rimosso il compartimento pressurizzato al fine di ospitare il modulo Prichal. È stata lanciata il 24 novembre 2021 alle 13:06:35 UTC dal Cosmodromo di Bajkonur. 
È stato il 171º volo di una navicella spaziale Progress, l'ultimo volo di una Progress M e il primo di una navicella spaziale Progress su un lanciatore Sojuz 2.1b.

## Sviluppo
Il 15 gennaio 2011 il produttore di veicoli spaziali russi RKK Ėnergija ha annunciato che il suo Consiglio Scientifico e Tecnico (NTS) aveva esaminato e approvato il progetto preliminare del modulo Prichal e dell'hardware associato, inclusa una versione specializzata della navicella cargo Progress denominata Progress M-UM, destinata alla consegna del modulo alla Stazione spaziale internazionale. Il compartimento del carico utile per la Progress M-UM è stato soprannominata KGCh. Il lanciatore Sojuz 2 è stato adattato per il lancio della Progress M-UM, originariamente previsto per il 2012 e poi rinviato al 2019. La navicella è stata completata nel 2014 e mantenuta in deposito fino all'inizio dell'elaborazione e del collegamento con il modulo Prichal per il lancio del 2021. Il modulo Prichal è stato la seconda aggiunta al Segmento orbitale russo nel 2021, dopo Nauka, lanciato qualche mese prima. I moduli precedenti sono stati consegnati e aggiunti in modo analogo; la Progress M-UM possedeva un design simile alla Progress DC-1 che ha consegnato Pirs nel 2001 e alla Progress M-MIM2 che ha consegnato Poisk nel 2009, ma con sistemi di navigazione e hardware avionico migliorati, presi dalla variante Progress MS del 2015.

## Missione

### Lancio e aggancio
La Progress M-UM è stata lanciata a bordo di un lanciatore Sojuz 2.1b dalla rampa di lancio 31/6 del Cosmodromo di Bajkonur verso la Stazione Spaziale Internazionale il 24 novembre 2021, alle 13:06:40 UTC per consegnare il modulo Prichal. A causa del diametro superiore del modulo Prichal, la Progress M-UM è stata lanciata con un'ogiva di tipo ST di 4,1 metri. Due giorni dopo il lancio, la Progress M-UM ha agganciato autonomamente Prichal al boccaporto nadir del modulo Nauka, dopo la rimozione dell'adattatore di aggancio da parte della Progress MS-17 di qualche giorno prima.

### Sgancio e rientro atmosferico
La Progress M-UM è rimasta agganciata alla ISS per 26 giorni, fino al 22 dicembre 2021 alle 23:03. È rientrata nell'atmosfera terrestre con un rientro distruttivo il 23 dicembre 2021 alle 04:30.